# バスケットボールウルグアイ代表
バスケットボールウルグアイ代表（バスケットボールウルグアイだいひょう、Uruguay national basketball team）は、ウルグアイバスケットボール連盟により国際大会に派遣されるウルグアイのバスケットボールナショナルチームである。

## 歴史
1936年のベルリン五輪から6大会連続で五輪に出場し、銅メダルを2回獲得するなど南米を代表する強豪として君臨していた。
1984年アメリカ選手権で準優勝となり同年のロス五輪に20年ぶりの出場も果たすが、以降は低迷が続いている。

## 過去の国際大会成績
- オリンピックの成績
  - 1936年：6位
  - 1948年：5位
  - 1952年：銅メダル
  - 1956年：銅メダル
  - 1960年：8位
  - 1964年：8位
  - 1984年：6位
- W杯の成績
  - 1954年：6位
  - 1959年：9位
  - 1963年：10位
  - 1967年：7位
  - 1970年：7位
  - 1974年：7位
  - 1982年：11位
  - 1986年：18位
- アメリカ選手権の成績
  - 準優勝：1回（1984年）

## 主な選手
- エステバン・バティスタ
- マティアス・カルファニ(英語版)
- ジェイソン・グレンジャー
- ブルーノ・フィティパルド
- ルチアーノ・パロディ